# Stjärtfläckad haj
Stjärtfläckad haj (Carcharhinus sorrah) är en haj i familjen gråhajar. Den förekommer i Indiska oceanen och Stilla havet, från utanför Afrikas östkust till Sydöstasien, södra Kina och norra Australien, i kustnära vatten och omkring korallrev. Individerna rör sig vanligen på ett djup av 20-50 meter, men kan simma så djupt som 140 meter.
Den stjärtfläckade hajen kan som fullvuxen bli upp till 160 centimeter lång. Den är en predator som tar fiskar och bläckfiskar. Fortplantningen är vivipar och honan kan få upp till åtta ungar per kull. Som små har ungarna en längd på 50-55 centimeter. Könsmognaden inträffar vid en uppnådd längd på minst 90 centimeter. 
Av IUCN är den stjärtfläckade hajen rödlistad som nära hotad, med avseende på arten som helhet. De främsta hoten mot hajen är fiske och att den drabbas genom att bli bifångst till annat fiske. Utanför norra Australien betraktas arten som en vanlig hajart och populationen där anses inte vara hotad.